# Флавія Міґнола
Флавія Міґнола (ісп. Flavia Mignola; нар. 20 жовтня 1985) — колишня аргентинська тенісистка.
Найвищу одиночну позицію світового рейтингу — 372 місце досягла 25 жовтня 2004, парну — 222 місце — 21 червня 2004 року.
Здобула 1 одиночний та 18 парних титулів.

## Фінали ITF
| турніри $25,000 |
| турніри $10,000 |

### Одиночний розряд: 5 (1–4)
| Результат | Ранг | Дата           | Турнір                                      | Покриття | Суперниця           | Рахунок          |
| --------- | ---- | -------------- | ------------------------------------------- | -------- | ------------------- | ---------------- |
| Поразка   | 1.   | 13 жовтня 2003 | ITF Санто-Домінго, Домініканська Республіка | Тверде   | Соледад Есперон     | 1–6, 1–6         |
| Перемога  | 1.   | 10 травня 2005 | ITF Лос-Мочіс, Мексика                      | Ґрунт    | Хорхеліна Краверо   | 6–1, 6–7(5), 6–4 |
| Поразка   | 2.   | 6 лютого 2006  | ITF Мерида, Мексика                         | Тверде   | Дженніфер Меґлі     | 6–3, 3–6, 5–7    |
| Поразка   | 3.   | 26 червня 2006 | ITF Кордова, Аргентина                      | Ґрунт    | Естафанія Грасіун   | 0–6, 2–6         |
| Поразка   | 4.   | 21 серпня 2006 | ITF Богота, Колумбія                        | Ґрунт    | Вікі Нуньєс Фуентес | 1–6, 6–7(2)      |

### Парний розряд: 28 (18–10)
| Результат | Ранг | Дата             | Турнір                                      | Покриття | Партнерка               | Суперниці                                           | Рахунок          |
| --------- | ---- | ---------------- | ------------------------------------------- | -------- | ----------------------- | --------------------------------------------------- | ---------------- |
| Перемога  | 1.   | 23 червня 2003   | ITF Вікторія, Мексика                       | Тверде   | Соледад Есперон         | Марія Фернанда Алвеш Карла Тіене                    | 5–7, 7–6(3), 7–5 |
| Перемога  | 2.   | 20 липня 2003    | ITF Пуерто-Ордас, Венесуела                 | Тверде   | Соледад Есперон         | Вірхінія Донда Бетіна Хосамі                        | 6–4, 6–4         |
| Поразка   | 1.   | 28 липня 2003    | ITF Манта, Еквадор                          | Тверде   | Соледад Есперон         | Марйорі Франко Олена Цуцкова                        | 6–3, 3–6, 5–7    |
| Перемога  | 3.   | 6 жовтня 2003    | ITF Сан-Сальвадор, Сальвадор                | Ґрунт    | Соледад Есперон         | Ліс Крус Марсела Родесно                            | 6–4, 2–6, 6–2    |
| Поразка   | 2.   | 13 жовтня 2003   | ITF Санто-Домінго, Домініканська Республіка | Тверде   | Соледад Есперон         | Хулія Гандія Габріела Веласко Андреу                | 3–6, 6–4, 5–7    |
| Поразка   | 3.   | 19 жовтня 2003   | ITF Валенсія, Венесуела                     | Тверде   | Соледад Есперон         | Зузана Черна Ева Грдінова                           | 3–6, 6–4, 1–6    |
| Перемога  | 4.   | 3 листопада 2003 | ITF Лос-Мочіс, Мексика                      | Ґрунт    | Соледад Есперон         | Ана Лусія Мільяріні де Леон Даніела Муньос Галлегос | 6–2, 6–1         |
| Поразка   | 4.   | 8 лютого 2004    | ITF Алгарве, Португалія                     | Ґрунт    | Соледад Есперон         | Кільдін Шевальє Фредеріка Пієдаде                   | 6–2, 3–6, 4–6    |
| Перемога  | 5.   | 22 лютого 2004   | ITF Портіман, Португалія                    | Тверде   | Соледад Есперон         | Флоранс Аренг Александра Майрат                     | 6–1, 6–1         |
| Перемога  | 6.   | 30 березня 2004  | ITF Обрегон, Мексика                        | Тверде   | Соледад Есперон         | Стефані Шаер Такасе Аямі                            | 2–6, 6–4, 6–4    |
| Перемога  | 7.   | 26 квітня 2004   | ITF Коацакоалькос, Мексика                  | Тверде   | Соледад Есперон         | Лаура Поус Тіо Лурдес Домінгес Ліно                 | 6–0, 6–1         |
| Перемога  | 8.   | 7 червня 2004    | ITF Гамільтон, Канада                       | Ґрунт    | Соледад Есперон         | Кейсі Смеші Анета Сукап                             | 7–6(4), 3–6, 6–4 |
| Перемога  | 9.   | 20 червня 2004   | ITF Мон-Трамблан, Канада                    | Ґрунт    | Соледад Есперон         | Кейсі Смеші Анета Сукап                             | 6–0, 2–6, 7–6(6) |
| Поразка   | 5.   | 18 жовтня 2004   | ITF Агуаскальєнтес, Мексика                 | Ґрунт    | Хорхеліна Краверо       | Марсела Арройо Мелісса Торрес Сандоваль             | 3–6, 2–6         |
| Перемога  | 10.  | 25 жовтня 2004   | ITF Лос-Мочіс, Мексика                      | Ґрунт    | Хорхеліна Краверо       | Валентіна Кастро Ана Лусія Мільяріні де Леон        | 6–2, 3–6, 7–5    |
| Перемога  | 11.  | 9 січня 2005     | ITF Буенос-Айрес, Аргентина                 | Ґрунт    | Вероніка Сп'єхель       | Патрісія Ольсман Маріана Лопес Террібіле            | 6–1, 7–6(5)      |
| Поразка   | 6.   | 11 квітня 2005   | ITF Тампіко, Мексика                        | Тверде   | Андреа Бенітес          | Кільдін Шевальє Хорхеліна Краверо                   | 6–7(6), 6–2, 5–7 |
| Перемога  | 12.  | 10 травня 2005   | ITF Лос-Мочіс, Мексика                      | Ґрунт    | Хорхеліна Краверо       | Лорена Аріас Еріка Кларке                           | 6–3, 6–0         |
| Перемога  | 13.  | 17 травня 2005   | ITF Масатлан, Мексика                       | Тверде   | Хорхеліна Краверо       | Лорен Барніков Келлі Шмандт                         | 6–4, 6–3         |
| Перемога  | 14.  | 6 червня 2005    | ITF Сан-Сальвадор, Сальвадор                | Ґрунт    | Андреа Бенітес          | Патрісія Ольсман Андреа Коч Бенвенуто               | w/o              |
| Поразка   | 7.   | 23 серпня 2005   | ITF Амаранте, Португалія                    | Тверде   | Габріела Веласко Андреу | Жоана Кортез Неуза Сілва                            | 2–6, 3–6         |
| Перемога  | 15.  | 13 лютого 2006   | ITF Сан-Крістобаль, Мексика                 | Тверде   | Марія Ірігоєн           | Еріка Кларке Кортні Негл                            | 2–1 ret.         |
| Поразка   | 8.   | 5 червня 2006    | ITF Халапа, Мексика                         | Тверде   | Марія Ірігоєн           | Бетіна Хосамі Даніела Муньос Галлегос               | 6–7(8), 6–3, 1–6 |
| Перемога  | 16.  | 26 червня 2006   | ITF Кордова, Аргентина                      | Ґрунт    | Марія Ірігоєн           | Меліса Міранда Лусіана Сарменті                     | 6–3, 6–4         |
| Поразка   | 9.   | 10 липня 2006    | ITF Каракас, Венесуела                      | Тверде   | Марія Ірігоєн           | Бетіна Хосамі Андреа Коч Бенвенуто                  | 6–4, 2–6, 2–6    |
| Перемога  | 17.  | 12 вересня 2006  | ITF Каракас, Венесуела                      | Ґрунт    | Лусіана Сарменті        | Янет Нуньєс Мохарена Яміле Форс Герра               | 6–4, 6–1         |
| Поразка   | 10.  | 2 жовтня 2006    | ITF Тукуман, Аргентина                      | Ґрунт    | Лусіана Сарменті        | Агустіна Лепоре Маріана Мусі                        | 4–6, 3–6         |
| Перемога  | 18.  | 23 жовтня 2006   | ITF Луке, Парагвай                          | Ґрунт    | Карен Кастібланко       | Меліса Міранда Маріана Мусі                         | 6–3, 6–3         |